# Holger Behrendt
Holger Behrendt (n. 29 ianuarie 1964, Schönebeck, Saxonia-Anhalt, Germania) este un gimnast german, medaliat olimpic. A participat la o ediție a Jocurilor Olimpice (1988) în care a câștigat o medalie de aur, o medalie de argint și o medalie de bronz.